# До 16 і старше…
«До 16 і старше…» — радянська та російська телевізійна передача Першої програми Центрального телебачення СРСР, потім 1-го каналу Останкіно та ОРТ, присвячена проблемам молоді. Виходила з 18 жовтня 1983 по 28 червня 2001 року.

## Історія
18 жовтня 1983 року на екрані центрального телебачення вперше з'явилася заставка: підліток, який біжить злітною смугою аеродромного поля. Так починалася ця програма для радянської молоді.
Програма висвітлювала актуальні проблеми молодіжного життя: безпритульність, рух «рокерів», теми наркоманії та «дідівщини», проблеми дозвілля та взаємин у родині.
За час існування програми в ній з'являлися нові конкретні напрями, відгалужувалися нові журнали: «РЕП» — розважально-економічна програма про проблеми молодіжного бізнесу, «Тін-тонік» — про молодіжну культуру, дискусійний «Успіх», музичні «Джем» та «Рок-урок», який відповідає на інтимні питання «Тет-а-тет».
Потім всі ці програми знову злилися в єдину програму «До 16 і старше», зберігшись при цьому як напрямок та рубрики, але підкоряючись єдиній концепції: «Я — світ, в якому я живу». Прийшло нове покоління ведучих (вже четверте) — студенти і недавні випускники факультету журналістики МДУ. Видозмінився і формат програми. Вона починалася і довгий час зберігалася у вигляді журналу, складеного з декількох закінчених сюжетів. Поступово сюжетів ставало більше, а кожен з них — жорсткіше і лаконічніше, більше уваги стало приділятися міжсюжетному простору: відбивкам, анонсам, «репортерським стійкам» тощо.
Далі програма стала молодіжним ток-шоу з чотирьох частин, герої якого, популярні особистості — музиканти, актори, письменники, режисери, бізнесмени, продюсери, що дискутують з молодіжною аудиторією та провідними журналістами «До 16…» як із найбільш злободенних, так і з вічних філософських проблем: кохання та смерті, людської відповідальності, життєвого призначення тощо.
28 червня 2001 року програма вийшла востаннє, і в серпні того ж року остаточно закрилася не повернувшись зі своєї літньої відпустки. Сергій Супонєв мотивував рішення про закриття програми тим, що вона сильно застаріла і стала відставати за рейтинговими показниками від молодіжних програм на інших каналах. Нині випуски з 1988 по 1992 роки повторюються на телеканалі «Ностальгія».

## Хронологія часу виходу в ефір
- У 1980-х роках програма виходила з понеділка по четвер.
- З 1980-х по 1995 рік програма виходила о 16 годині.
- З 1995 по 1996 роки програма виходила по вівторках о 18:10.
- З 1997 року по 1 жовтня 1998 року виходила з понеділка по четвер о 17:05/17:10.
- З 5 жовтня 1998 по 2 вересня 1999 років виходила по буднях о 16:35.
- З 18 грудня 2000 по 28 червня 2001 року програма виходила о 15:45/15:50.